# Philippe Crozier

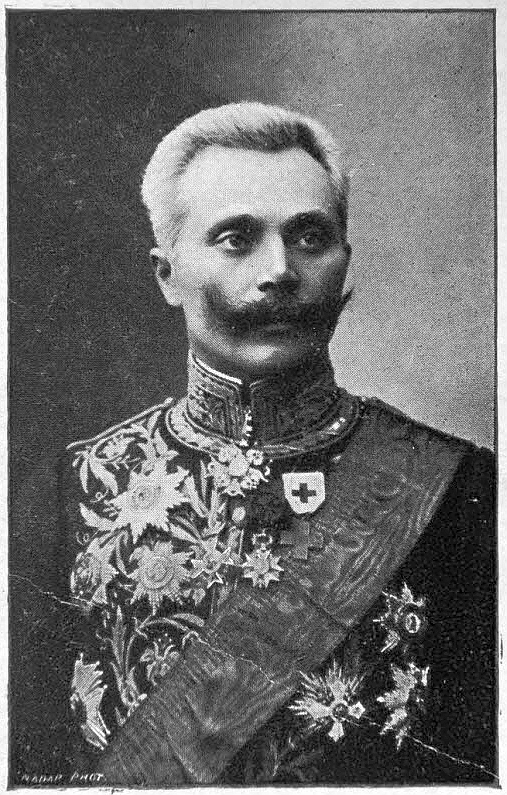
Philippe Marie Crozier (vor 1912)

Philippe Marie Crozier, auch Philippe Marius Crozier (* 31. Januar 1857 in Lyon, Frankreich; † Februar 1944 in Genf, Schweiz) war ein französischer Diplomat.
Während des Deutsch-Französischen Krieges hatte er 1870 an der Verteidigung des belagerten Paris und der Schlacht von Le Bourget teilgenommen. Nach dem Krieg trat er 1875 in die École polytechnique ein, die er 1877 (bzw. 1880) als Unterleutnant der Artillerie abschloss. Er trat dann in den diplomatischen Dienst und wurde 1881 Stabschef des Außenministers. Weitere Missionen führten ihn unter Außenminister Alexandre Ribot zunächst nach London, Bern und 1893 nach Luxemburg.
Crozier war seit 1889 Ritter, 1893 Offizier und 1900 Kommandeur des Ordens der französischen Ehrenlegion.
Auf Vorschlag des französischen Außenministers Gabriel Hanotaux wurde Crozier im April 1895 Protokollchef der Französischen Republik. Unter Außenminister Théophile Delcassé wurde er 1902 französischer Gesandter in Kopenhagen, unter Außenminister Stéphen Pichon dann im Januar 1907 als französischer Botschafter in Österreich-Ungarn nach Wien entsandt. In Wien verfolgte er eigenmächtig seine Vision, mit Österreich-Ungarn ein ähnliches Neutralitätsabkommen auszuhandeln wie es Frankreich 1902 mit Italien erreicht hatte und Österreich-Ungarn damit aus dem Dreibund zu lösen. Als sich Crozier in diesem Zusammenhang sehr für Österreichs finanzielle Interessen in Frankreich engagiert hatte (z. B. für eine Zulassung österreichischer und ungarischer Staatsanleihen an der Pariser Börse), wurde er schließlich im Mai 1912 vom französischen Ministerpräsidenten Raymond Poincaré, der auch Außenminister war, aus Wien abberufen und durch den Botschafter Alfred Chilhaud-Dumaine ersetzt.
Nach dem Ersten Weltkrieg bzw. nach dem Ende von Poincarés Präsidentschaft warf Crozier 1921 Poincaré vor, die Chance einer Entente zwischen Österreich-Ungarn, Frankreich und Russland ausgeschlagen zu haben. Poincaré wies in seinen Memoiren darauf hin, dass, selbst wenn es Crozier gelungen wäre, eine österreichische Neutralität im Falle eines deutschen Angriffs auf Frankreich zu erkaufen, Frankreich aber bei einem österreichisch-deutschen Krieg gegen Russland wegen der Französisch-Russischen Allianz nicht neutral bleiben konnte.
In Poincarés Auftrag hatte Finanzminister Louis-Lucien Klotz (der wie Poincaré die österreichisch-ungarischen Anleihen abgelehnt hatte) Crozier statt eines neuen Botschafterpostens einen Posten im Verwaltungsrat der Société Générale verschafft. Die Société repräsentierte Crozier bis 1914 im Aufsichtsrat der österreichischen Agrarbank bzw. der österreichischen Länderbank und bis 1943 in verschiedenen anderen Positionen (Compagnie franco-espagnole du chemin de fer de Tanger à Fès, Banque franco-japonaise, Compagnie générale du Maroc, Compagnie des Phosphates de l’Océanie).